# Confederazione Spagnola delle Destre Autonome
La Confederazione Spagnola delle Destre Autonome (in spagnolo Confederación Española de Derechas Autónomas, CEDA) fu un partito politico di destra spagnolo, attivo dal 1933 al 1937.

## Storia
Il 29 aprile 1931 nacque Acción Nacional, partito politico confessionale cattolico spagnolo fondato subito dopo la proclamazione della Seconda Repubblica  e che cambiò nome in Acción Popular un anno dopo. Era guidata dal giornalista Ángel Herrera Oria, dal giovane avvocato di Salamanca, José María Gil-Robles e da Antonio Goicoechea, ex ministro monarchico e alle elezioni del 1931 elesse cinque deputati alle Cortes costituenti.
Fu il nucleo unificante della Confederazione spagnola delle Destre autonome (CEDA) promossa da Gil-Robles e Ángel Herrera nell'aprile 1933. 
Tra i movimenti, oltre ad Acción Popular, vi erano:
- Derecha Regional Valenciana
- Unión Navarra
- Acción Popular Catalana
- Unión Castellana Agraria
- Unión de Derechas de Baleares

Alle elezioni politiche del novembre 1933 la CEDA riunì anche altri movimenti come il monarchico Renovación Española, con tendenze politiche che andavano dal centro cattolico, ai conservatori, alla destra nazionalista, ed aveva l'appoggio del ramo conservatore della Chiesa Cattolica Romana. Ottenne la maggioranza relativa alle Cortes con 115 eletti. Nell'ottobre 1934 tre ministri della CEDA fecero parte del governo, mentre Gil-Robles divenne ministro nel 1935.
Alle elezioni del 16 febbraio 1936, insieme ai carlisti e ai monarchici di Renovación, formò il cartello elettorale del Frente Nacional che ottenne 156 deputati (di cui 97 della CEDA), ma fu sconfitto dal Fronte Popolare.
I suoi volontari dal 19 luglio 1936 combatterono nella guerra civile spagnola, a fianco delle truppe del generale Francisco Franco, con requetés carlisti e falangisti. Nei primi giorni della guerra membri di spicco della CEDA (tra cui l'ex ministro Federico Salmon, e i deputati Dimas de Madariaga e Ricardo Cortes Villasana) furono assassinati da miliziani repubblicani.
Nei primi giorni dell'Alzamiento Gil-Robles autorizzò il versamento di 500.000 pesetas di fondi elettorali del partito al capo degli insorti nazionali, il generale Emilio Mola.
Nell'aprile 1937 fu sciolta, come tutti gli altri partiti, dal nuovo leader dei nazionalisti, il generale Francisco Franco, e inglobata nella Falange Española Tradicionalista y de las Juntas de Ofensiva Nacional Sindicalista. Gil Robles preferì restare in Portogallo, e dal 1939, finita la guerra, si avvicinò alla monarchia.